# سفارة السنغال لدى السعودية
سفارة السنغال لدى السعودية هي الممثلية الدبلوماسية العليا لدولة السنغال لدى المملكة العربية السعودية. تقع السفارة في حي السفارات في الرياض.